# Ellhorn
Ellhorn (758 m n.p.m.) – wzniesienie położone na prawym brzegu Renu, w paśmie Rätikon w Alpach Wschodnich, w Szwajcarii, w kantonie Gryzonia, w gminie Fläsch na prawym brzegu Renu.
Na początku XX wieku wzgórze należało do liechtensteińskiej gminy Balzers, a granica liechtensteińsko-szwajcarska przebiegała na południe od szczytu. Strategiczne położenie i morfologia góry spowodowały zainteresowanie ze strony Szwajcarii, która chciała zmilitaryzować wzgórze, co pozwoliłoby na domknięcie linii obronnej na przedpolu miasta Sargans. Pierwsza próba przejęcia wzgórza przez Szwajcarów miała miejsce jeszcze przed II wojną światową w 1938 roku. Szwajcarzy z niepokojem spoglądali na niepokoje społeczne w Liechtensteinie i obawiali się przystąpienia Księstwa do Rzeszy. Jesienią Księstwo zobowiązało się na oddanie fragmentu ziemi wraz z Ellhornem, jednak w styczniu 1939 roku władze wycofały się z umowy. Na tę decyzję wpływ miał mieć nacisk ze strony nazistowskich Niemiec.
Temat wymiany gruntów powrócił po zakończeniu II wojny światowej, kiedy Szwajcaria zagroziła zerwaniem unii celnej w przypadku odmowy. 21 listopada 1948 roku odbyło się niewiążące referendum wśród lokalnych mieszkańców, w którym odrzucono postulaty strony szwajcarskiej. Jednak 19 grudnia 1948 roku propozycję przyjęli posłowie Landtagu, którzy pod naciskiem Szwajcarów przegłosowali wymianę w stosunku 10 do 5. Założenia nowego traktatu granicznego weszły w życie 15 sierpnia 1949 roku. W zamian za wzgórze Ellhorn gmina Balzers otrzymała 45 ha ziemi od Szwajcarii i odszkodowanie wysokości 412 tys. franków szwajcarskich od rządu centralnego.
Od razu po przejęciu Ellhornu przez Szwajcarię, na wzgórzu powstały umocnienia w postaci bunkra i sztucznej jaskini. Ostatecznie wzgórze nie zyskało większego znaczenia militarnego, a obecnie stanowi głównie regionalną atrakcję turystyczną z racji rozciągającej się z niego panoramy doliny Renu.